# Liste der CANDU-Reaktoren
In der Liste der CANDU-Reaktoren werden alle CANDU-Reaktoren (von englisch CANada Deuterium Uranium) weltweit aufgelistet. Sie befinden sich teils in Kanada, wurden aber auch in viele verschiedene Länder exportiert. 
In Betrieb befindliche Reaktoren sind farblich gekennzeichnet.

## Standorte der ersten CANDU-Reaktoren
Die ersten CANDU-Reaktoren (Prototypen) wurden von Kanada zwischen 1960 und 1967 entwickelt.
| Staat  | Bezeichnung   | Inbetrieb- nahme | Stilllegung | Reaktortyp/ Reaktorversion    | Nettoleis- tung (MW) | Bruttoleis- tung (MW) |
| ------ | ------------- | ---------------- | ----------- | ----------------------------- | -------------------- | --------------------- |
| Kanada | Rolphton      | 1962             | 1987        | CANDU (Demonstrationsreaktor) | 22                   | 25                    |
| Kanada | Douglas Point | 1967             | 1984        | CANDU (Prototyp)              | 206                  | 218                   |

## Standorte 1. Entwicklungsstufe
Die Reaktoren der 1. Entwicklungsstufe sind die ersten der 600-MW-Klasse. Gebaut wurden sie das erste Mal in Pickering. Während dieser Zeit wurde eine weitere Baureihe entwickelt. Diese ist aber weltweit bis jetzt einzigartig. Gebaut wurden die Reaktoren der Generation 1 von 1971 bis 1986.
| Staat  | Bezeichnung | Inbetrieb- nahme | Stilllegung | Reaktortyp/ Reaktorversion | Nettoleis- tung (MW) | Bruttoleis- tung (MW) |
| ------ | ----------- | ---------------- | ----------- | -------------------------- | -------------------- | --------------------- |
| Kanada | Pickering 1 | 1971             | 2024        | CANDU-500A                 | 515                  | 542                   |
| Kanada | Gentilly 1  | 1971             | 1977        | CANDU-SWR                  | 250                  | 266                   |
| Kanada | Pickering 2 | 1971             | 1997        | CANDU-500A                 | 515                  | 542                   |
| Kanada | Pickering 3 | 1972             | 1997        | CANDU-500A                 | 515                  | 542                   |
| Kanada | Pickering 4 | 1973             | 2024        | CANDU-500A                 | 515                  | 542                   |
| Kanada | Pickering 5 | 1982             |             | CANDU-500B                 | 516                  | 540                   |
| Kanada | Pickering 6 | 1983             |             | CANDU-500B                 | 516                  | 540                   |
| Kanada | Pickering 7 | 1984             |             | CANDU-500B                 | 516                  | 540                   |
| Kanada | Pickering 8 | 1986             |             | CANDU-500B                 | 516                  | 540                   |

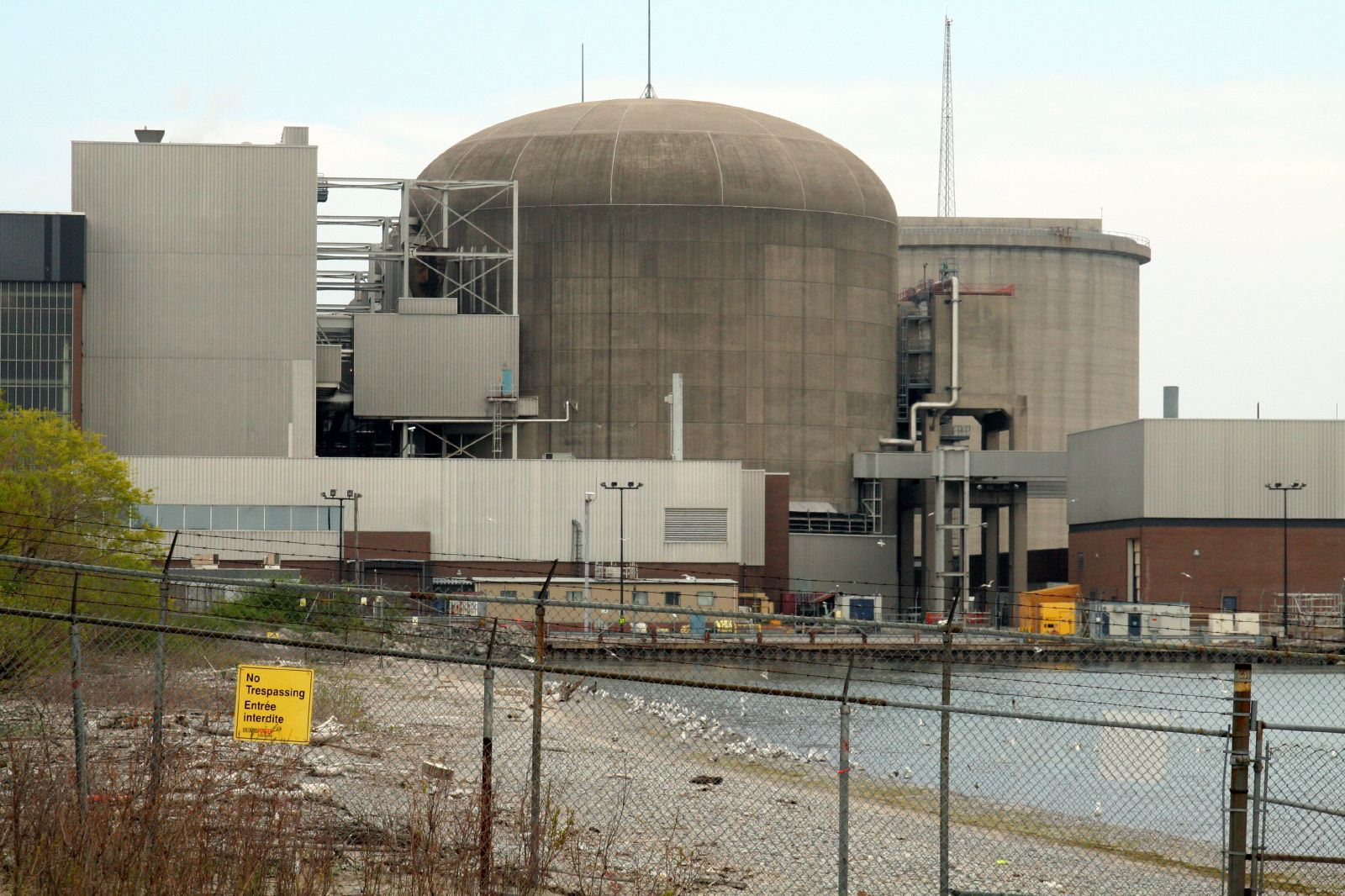
Ein Block im Kernkraftwerk Pickering
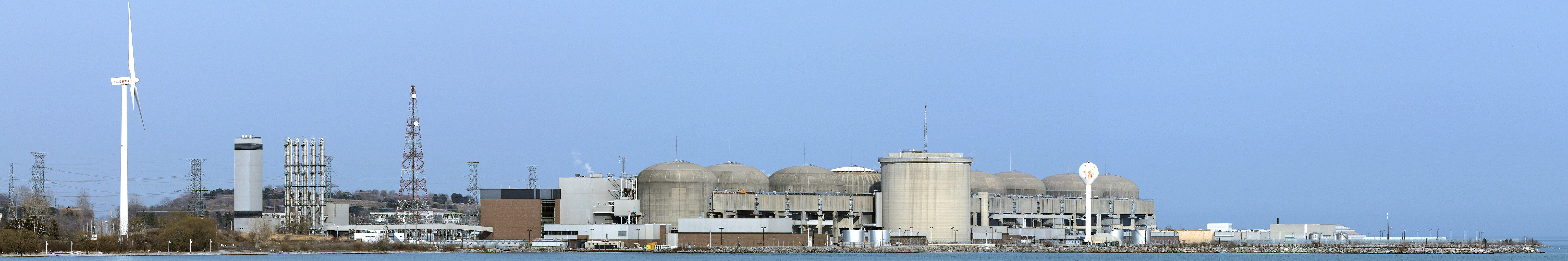
Kernkraftwerk Pickering

## Standorte 2. Entwicklungsstufe
Die Reaktoren der 2. Entwicklungsstufe sind umfangreicher ausgelegt als die älteren. Diese Reaktoren gehören schon zur 700-MW-Klasse mit dem Namen Typ 6.
| Staat       | Bezeichnung   | Inbetrieb- nahme | Stilllegung      | Reaktortyp/ Reaktorversion | Nettoleis- tung (MW) | Bruttoleis- tung (MW) |
| ----------- | ------------- | ---------------- | ---------------- | -------------------------- | -------------------- | --------------------- |
| Kanada      | Point Lepreau | 1982             | (2028)           | CANDU-6                    | 635                  | 680                   |
| Kanada      | Gentilly 2    | 1982             | 2012             | CANDU-6                    | 635                  | 675                   |
| Südkorea    | Wolsong 1     | 1982             | 2019             | CANDU-6                    | 578                  | 622                   |
| Argentinien | Embalse       | 1983             | [veraltet](2024) | CANDU-6                    | 600                  | 648                   |
| Rumänien    | Cernavodă 1   | 1996             | (2036)           | CANDU-6                    | 655                  | 706                   |
| Südkorea    | Wolsong 2     | 1997             | (2037)           | CANDU-6                    | 684                  | 730                   |
| Südkorea    | Wolsong 3     | 1998             | (2038)           | CANDU-6                    | 682                  | 729                   |
| Südkorea    | Wolsong 4     | 1999             | (2039)           | CANDU-6                    | 685                  | 730                   |
| Rumänien    | Cernavodă 2   | 2007             | (unbefristet)    | CANDU-6                    | 655                  | 706                   |

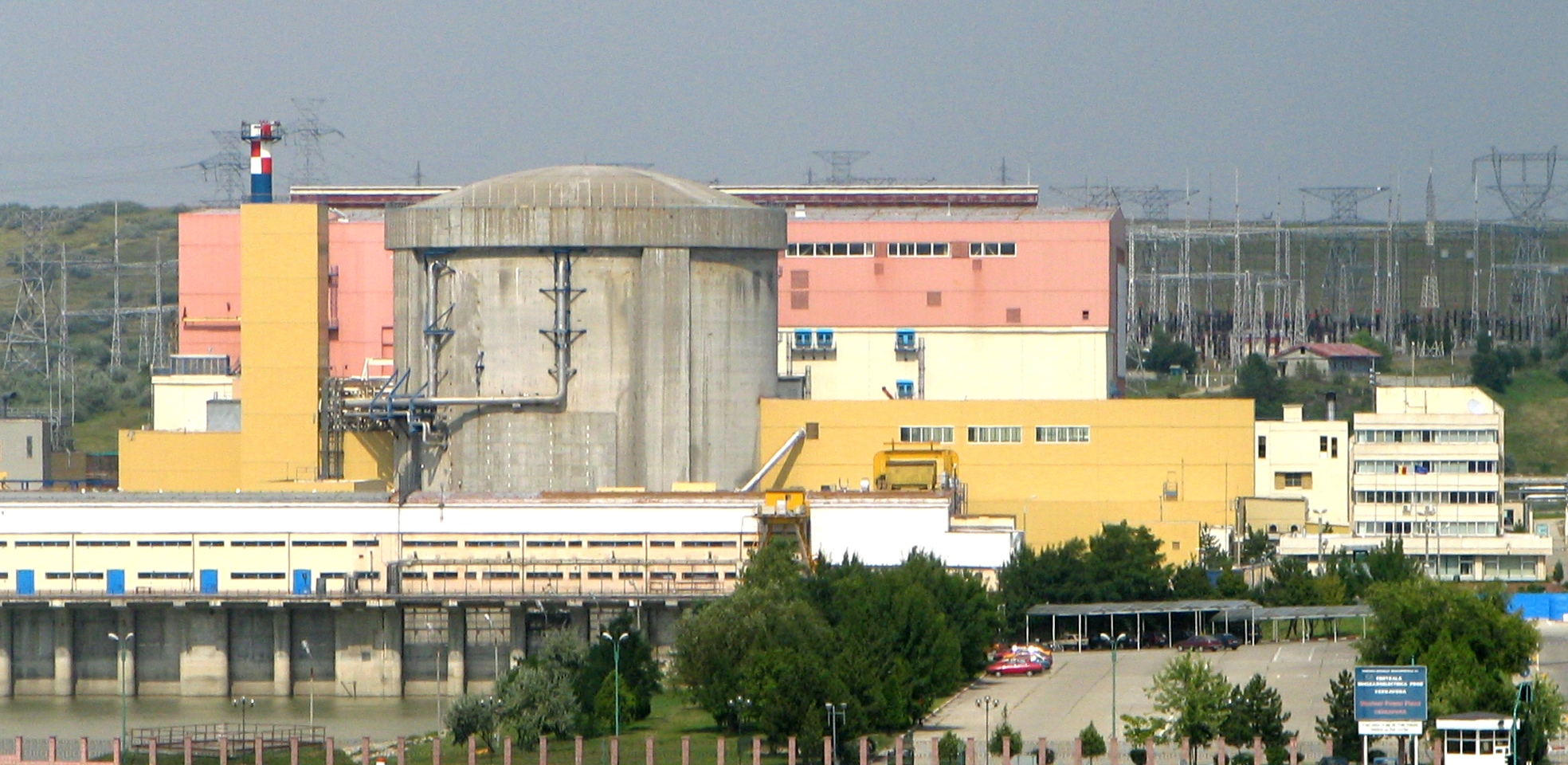
Block 1 im Kernkraftwerk Cernavodă
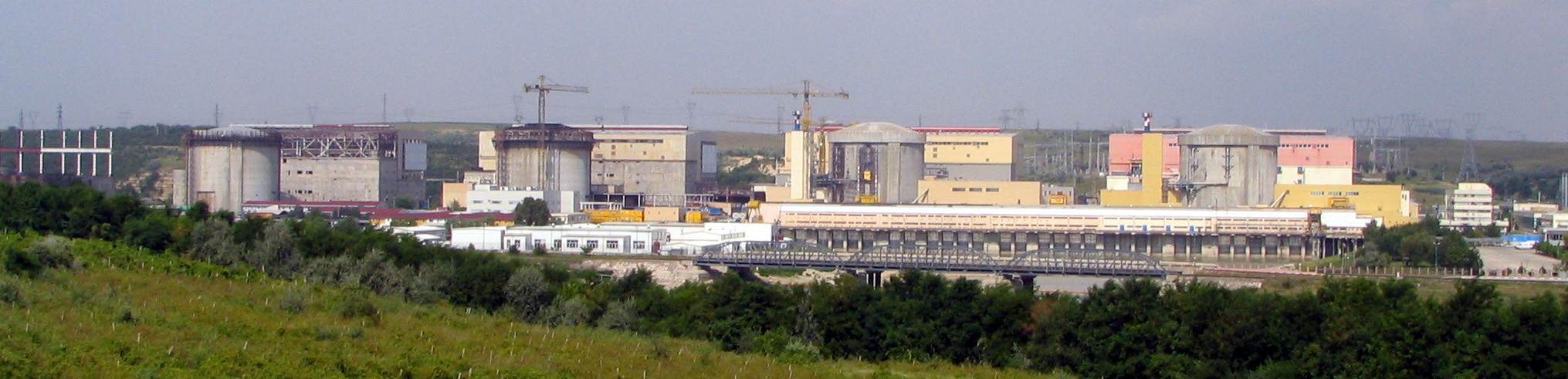
Kernkraftwerk Cernavodă
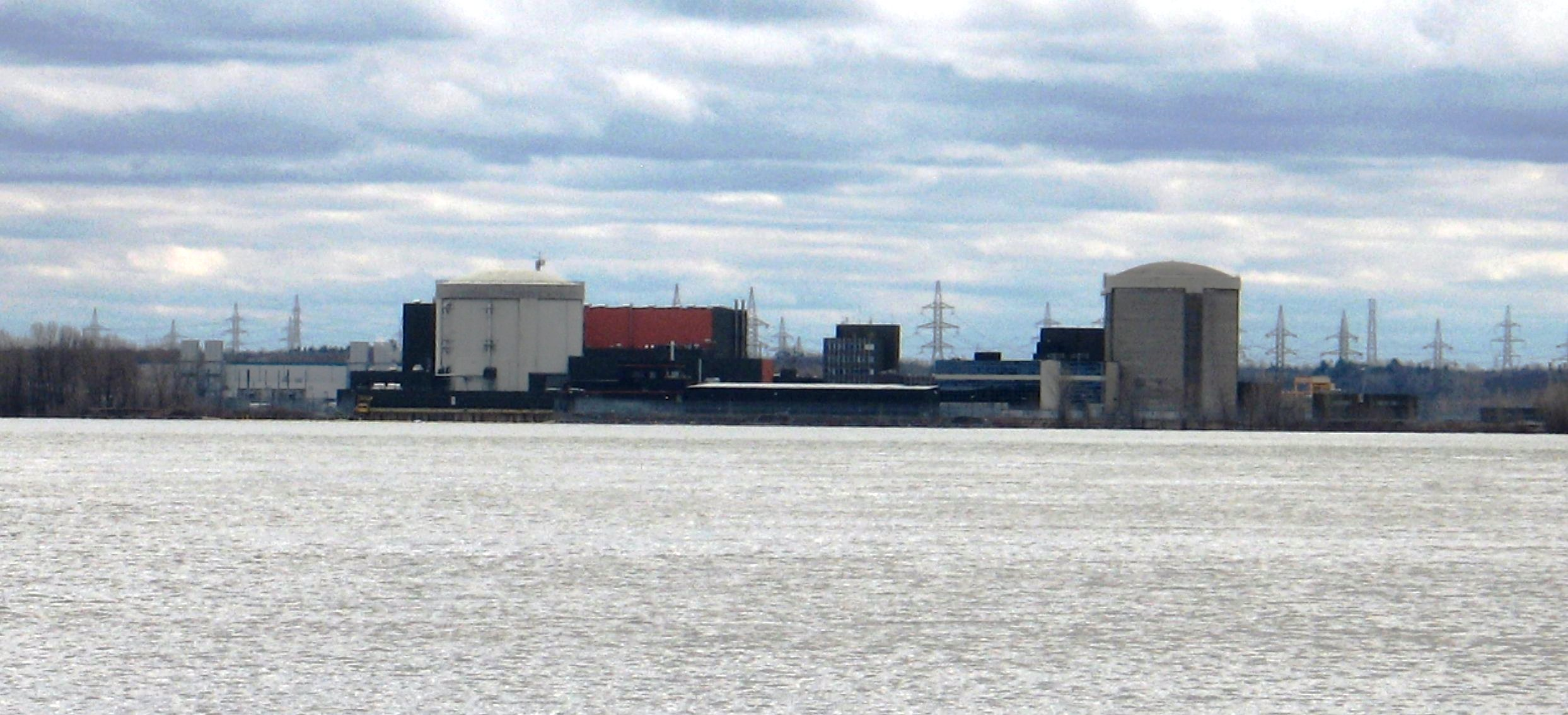
Kernkraftwerk Gentilly

## Standorte 3. Entwicklungsstufe
Die Reaktoren der 3. Entwicklungsstufe zählen zur 900-MW-Klasse. Die Reaktoren mit 900 MW wurden von 1977 bis 1979 gebaut, die mit 915 MW von 1984 bis 1987 und die mit 935 MW von 1990 bis 1993. Außerdem wurde in Qinshan eine modernisierte Variante des CANDU-6 eingesetzt, um eine neue Baureihe zu entwerfen.
| Staat  | Bezeichnung  | Inbetrieb- nahme | Stilllegung   | Reaktortyp/ Reaktorversion | Nettoleis- tung (MW) | Bruttoleis- tung (MW) |
| ------ | ------------ | ---------------- | ------------- | -------------------------- | -------------------- | --------------------- |
| Kanada | Bruce 2      | 1976             | (2043)        | CANDU-791                  | 769                  | 825                   |
| Kanada | Bruce 1      | 1977             | (2043)        | CANDU-791                  | 769                  | 825                   |
| Kanada | Bruce 3      | 1977             | (unbefristet) | CANDU-750A                 | 750                  | 805                   |
| Kanada | Bruce 4      | 1978             | (unbefristet) | CANDU-750A                 | 750                  | 805                   |
| Kanada | Bruce 6      | 1984             | (unbefristet) | CANDU-750B                 | 769                  | 825                   |
| Kanada | Bruce 5      | 1984             | (unbefristet) | CANDU-750B                 | 769                  | 825                   |
| Kanada | Bruce 7      | 1986             | (unbefristet) | CANDU-750B                 | 750                  | 805                   |
| Kanada | Bruce 8      | 1987             | (unbefristet) | CANDU-750B                 | 750                  | 805                   |
| Kanada | Darlington 2 | 1990             | (unbefristet) | CANDU-850                  | 878                  | 935                   |
| Kanada | Darlington 1 | 1990             | (unbefristet) | CANDU-850                  | 878                  | 935                   |
| Kanada | Darlington 3 | 1992             | (unbefristet) | CANDU-850                  | 878                  | 935                   |
| Kanada | Darlington 4 | 1993             | (unbefristet) | CANDU-850                  | 878                  | 935                   |
| China  | Qinshan 3-1  | 2002             | (unbefristet) | CANDU-6                    | 650                  | 700                   |
| China  | Qinshan 3-2  | 2003             | (unbefristet) | CANDU-6                    | 665                  | 700                   |

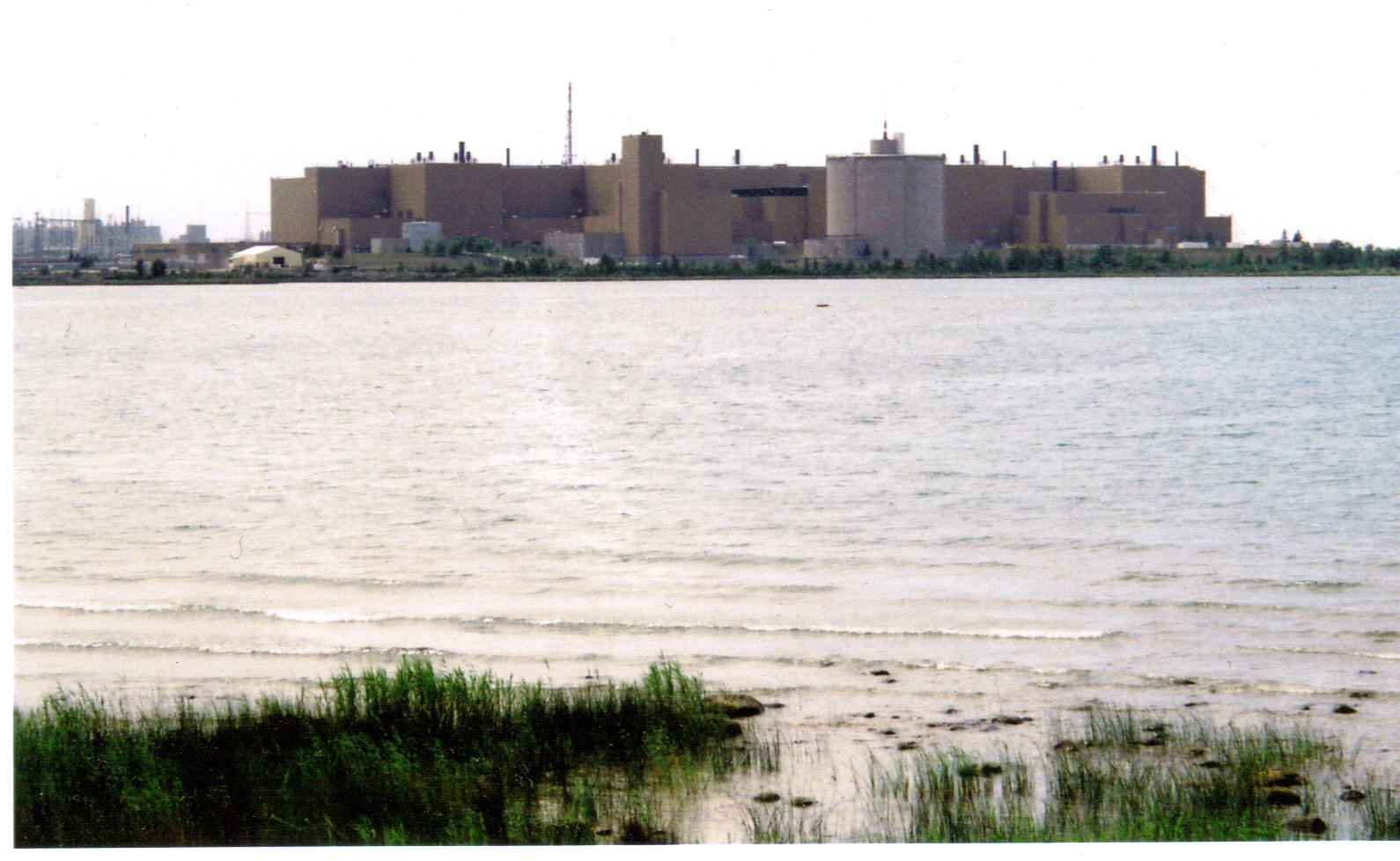
Kernkraftwerk Bruce A
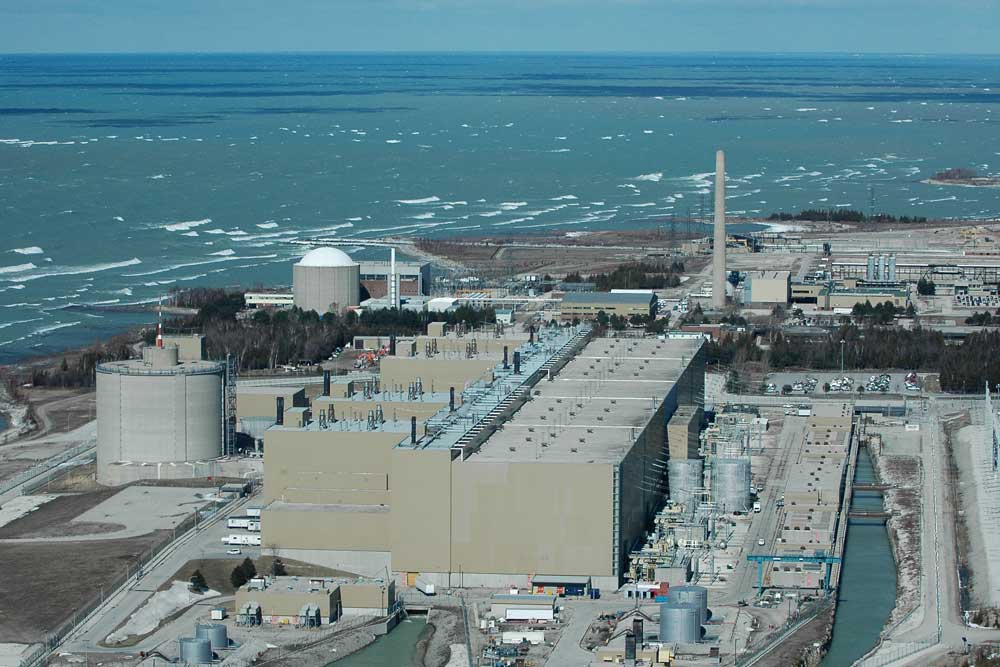
Kernkraftwerk Bruce